# Akademia Humanistyczna w Pułtusku – wydziały w Ciechanowie
W strukturze Akademii Humanistycznej im. Aleksandra Gieysztora wyodrębnione są dwa wydziały w Ciechanowie – Wydział Socjologii (tytuł I, II stopnia) oraz Wydział Zamiejscowy (tytuł I stopnia – Turystyka i Rekreacja).